# Carta de Tawagalawa
La Carta de Tawagalawa (CTH 181) fue escrita por un rey hitita (generalmente se acepta que fue obra de Hattusili III) a un rey de Ahhiyawa, hacia el 1260 a. C.

## Contenido
En esta carta, de la cual solo se ha conservado la tercera tablilla, el asunto central es el malestar que manifiesta el rey hitita al rey de Ahhiyawa a causa de las actividades de Piyamaradu contra territorios hititas. Se menciona como antecedente que los hititas no habían querido otorgar a Piyamaradu un reino y lo habían expulsado de Iyalanda, pero él había encontrado refugio en Millawanda (que estaba bajo dominio de Ahhiyawa) y desde allí realizaba actividades hostiles contra territorios hititas. El rey hitita había solicitado su extradición, pero Piyamaradu había logrado tomar un barco y huir a Ahhiyawa. La carta concluye con la solicitud del rey hitita al rey de Ahhiyawa de que impida que Piyamaradu utilice sus territorios para seguir emprendiendo acciones hostiles contra zonas bajo dominio hitita.
En esta carta, el rey hitita hace referencia a antiguas hostilidades entre los hititas y Ahhiyawa sobre Wilusa, resueltas de manera amistosa:

Ahora es cuando hemos llegado a un acuerdo sobre Wilusa por la que estuvimos en guerra...

## Contexto e implicaciones históricas
El tratamiento que el rey hitita dispensa al rey de Ahhiyawa es el de hermano mío, lo que sugiere que Ahhiyawa era un reino poderoso puesto que el tratamiento es similar al concedido al rey de Egipto. Por otra parte, la carta recibe este nombre porque menciona al hermano del rey de Ahhiyawa, llamado Tawagalawa. De un pasaje de la carta se ha deducido que Tawagalawa estuvo en la corte del rey hitita para aprender la conducción de carros de guerra.
Originalmente, se suponía que esta carta se centraba en actividades hostiles contra los hititas que había realizado Tawagalawa. Después de que Itamar Singer y Suzanne Heinhold-Krahmer indicaran sus preferencias por Piyamaradu en 1983, la mayoría de los estudiosos relegaron a Tawagalawa a un papel menor en la carta. Hay dificultades técnicas, sin embargo, para aceptar que Piyamaradu fuese quien pidió hacerse vasallo del rey hitita.
Piyamaradu es también mencionado en la Carta de Manapa-Tarhunta c. (1295 a. C.) y, como una figura del pasado, en la Carta de Milawata (segunda mitad del siglo XIII a. C.) La carta de Tawagalawa menciona a Mileto (bajo la forma "Millawanda") y su ciudad dependiente de Atriya, como lo hace la Carta de Milawata; y su gobernador Atpa, como lo hace la carta de Manapa-Tarhunta (aunque esta carta no dice cual era el lugar donde gobernaba Atpa). 
La carta tiene un estilo coloquial que ha sido relacionado con Hattusili III (1265-1235 a. C.) Sin embargo, Oliver Gurney en "The authorship of the Tawagalawas Letter argumenta que la carta pertenece a su hermano mayor Muwatalli II (1295-1272 a. C.)